# Biserica de lemn din Cuciulata
Biserica de lemn din Cuciulata, comuna Hoghiz, județul Brașov, se află așezată spre marginea satului, pe înălțimea unui mic deal. Momentul edificării ei nu se cunoaște cu exactitate, perioada în care se bănuiește că a fost construită este între anii 1700 și 1752. Are hramul „Cuvioasa Paraschiva”. Biserica se află pe noua listă a monumentelor istorice sub codul LMI:BV-II-m-B-11664.